# Macroprotus
Macroprotus is een geslacht van kevers uit de familie van de loopkevers (Carabidae). De wetenschappelijke naam van het geslacht is voor het eerst geldig gepubliceerd in 1878 door Chaudoir.

## Soorten
Het geslacht Macroprotus omvat de volgende soorten:
- Macroprotus forticornis Chaudoir in Oberthur, 1883
- Macroprotus tenuicornis Chaudoir, 1878